# موشنجيت دبي
موشنجيت دبي (أو موشنجيت) هي مدينة ملاهي مستوحاة من هوليوود، تقع في دبي باركس آند ريزورتس في دبي، الإمارات العربية المتحدة، تعرض مناطق ذات طابع خاص ومناطق ترفيهية تعتمد على دريم ووركس أنيميشن، كولومبيا بيكتشرز، ليونزغيت إنترتينمنت، والسنافر، افتتحت في 16 ديسمبر 2016.

## تاريخ
يشرف على تشغيل موشنجيت دبي دبي باركس آند ريزورتس، وكان من المقرر افتتاح الحديقة في 31 أكتوبر 2016، ولكن تأجلت بسبب تأخيرات في البناء، وافتتحت في 16 ديسمبر 2016. عُلقت عمليات المنتزهات الترفيهية مؤقتًا في مارس 2020 بسبب الإجراءات الاحترازية لفيروس كورونا (كوفيد-19). وافتتح في 23 سبتمبر 2020. وفي 21 يناير 2022، توسعت منطقة ليونزغيت لتشمل امتيازين إضافيين للأفلام "الآن أنت تراني" و"جون ويك".

## المناطق
- ستوديو سنترال - منطقة المدخل الرئيسية للمنتزه مع مرافق التسوق وتناول الطعام، والتي تحمل طابع هوليوود.
- كولومبيا بيكتشرز - استنادًا إلى أفلام وامتيازات شركة سوني بيكتشرز مثل زومبي لاند، وسكرين جيمز.
- دريم ووركس أنيميشن - منطقة داخلية تحتوي على أربع مناطق فرعية تعتمد جميعها على امتيازات دريم ووركس أنيميشن.[8]
  - شريك - منطقة ذات طابع خاص بها جولة مظلمة ورحلة مسطحة للأطفال.
  - مدغشقر - مستوحاة من مدغشقر 3 وتحمل طابع السيرك، وتتميز برحلة مظلمة عالية السرعة ومغامرة بالطائرة وركوب الكاروسيل.
  - كونغ فو باندا - منطقة ذات طابع صيني تتميز بمحاكاة ثلاثية الأبعاد وركوب مسطح.
  - كيفية تدريب تنينك - منطقة الفايكنج التي تتميز بمغامرة أفعوانية ذات طابع خاص وركوب متأرجح.
- قرية السنافر - مستوحاة من فيلم السنافر.

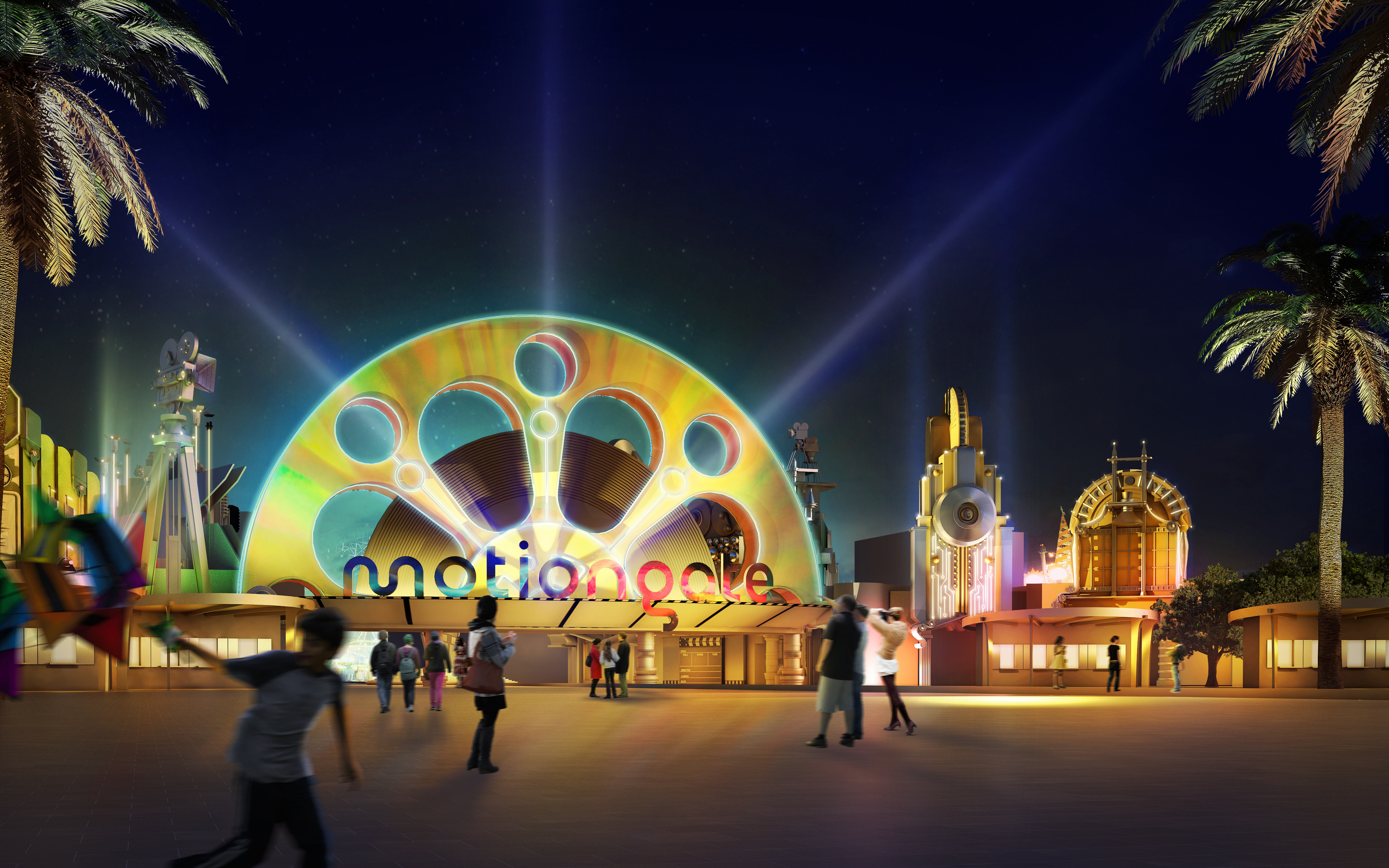
مدخل موشنجيت دبي

- مدخل موشنجيت دبيليونزغيت إنترتينمنت - استنادًا إلى أفلام ليونزغيت.